# Conselho de Guerra do Pacífico

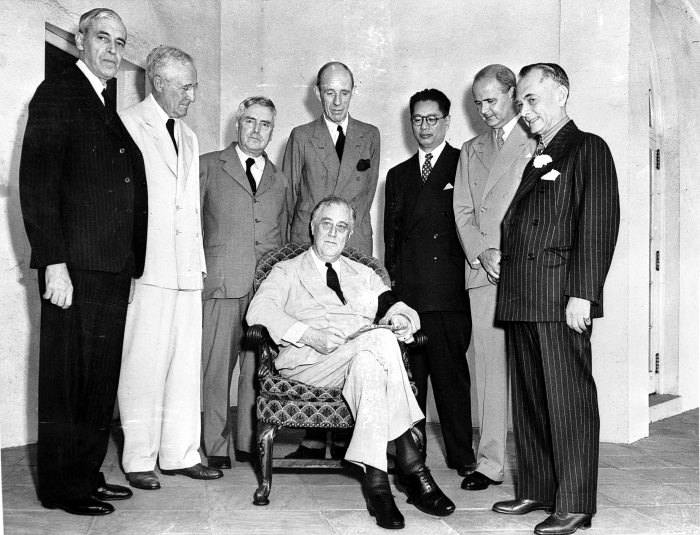
O conselho fotografado em 12 de outubro de 1942. Na foto estão Franklin D. Roosevelt (sentado) e em pé, da esquerda para a direita, Owen Dixon (embaixador australiano), Leighton McCarthy (embaixador canadense), Walter Nash (ministro da Nova Zelândia), Halifax (embaixador britânico), T. V. Soong (ministro chinês das Relações Exteriores), Alexander Loudon (embaixador holandês) e Manuel L. Quezon (presidente das Filipinas). K. S. Digvijaysinhjida Índia não foi incluído na foto.

O Conselho de Guerra do Pacífico foi um órgão intergovernamental estabelecido em 1942 e destinado a controlar o esforço de guerra dos Aliados nas campanhas do Pacífico e da Ásia da Segunda Guerra Mundial.
Após o estabelecimento do comando militar americano-britânico-holandês-australiano de curta duração (ABDACOM) em janeiro de 1942, os governos da Austrália, Holanda e Nova Zelândia começaram a pressionar Winston Churchill para um conselho de guerra intergovernamental com sede em Washington D.C. O Conselho do Extremo Oriente foi estabelecido em Londres em 9 de fevereiro, com um conselho de funcionários correspondente em Washington. No entanto, as potências menores continuaram a pressionar por um órgão baseado em Washington.
O Conselho de Guerra do Pacífico foi formado em Washington em 1º de abril de 1942, com membros formados pelo presidente Franklin D. Roosevelt, seu principal conselheiro Harry Hopkins e representantes da Grã-Bretanha, China, Austrália, Nova Zelândia, Holanda e Canadá. Representantes da Índia e das Filipinas foram adicionados posteriormente.
A Austrália e a Nova Zelândia (os primeiros-ministros John Curtin e Peter Fraser ) queriam um conselho que fosse responsável pela direção superior da Guerra do Pacífico; o Conselho de Londres (Conselho do Extremo Oriente) era puramente consultivo e subordinado Roosevelt queria manter os atuais arranjos para a colaboração anglo-americana e sugeriu que, onde os interesses dos três países (Austrália, Índias Orientais Holandesas e Nova Zelândia) estivessem envolvidos, eles puderam assistir às reuniões dos Chefes de Estado-Maior Combinados em Washington (CCOS) e dar as suas opiniões no local. Em troca, os Estados Unidos comprometeram-se a estabelecer acordos de trabalho estreitos com as três missões militares para que pudessem dar conselhos informados. Tanto a Austrália quanto a Nova Zelândia aceitaram sob protesto.
Grande parte do ímpeto do conselho foi perdido durante o colapso da ABDACOM, em março e abril. O conselho nunca teve nenhum controle operacional direto e todas as decisões que tomava eram encaminhadas ao Estado-Maior Combinado EUA-Britânico, que também estava em Washington. Embora houvesse relativamente poucas forças dos EUA no Pacífico em meados de 1942, o grande volume de material e forças controladas pelo governo dos Estados Unidos logo lhe deu o controle efetivo da estratégia na Guerra do Pacífico.